# Information and Privacy Commissioner of Saskatchewan
Der Information and Privacy Commissioner of Saskatchewan (IPC) ist der Informationsfreiheits- und Datenschutzbeauftragte der kanadischen Provinz Saskatchewan.
Der IPC ist eine unabhängige Behörde mit Sitz in Regina. Rechtsgrundlagen sind der The Freedom of Information and Protection of Privacy Act, der Local Authority Freedom of Information and Protection of Privacy Act sowie der Health Information Protection Act.
Dem Zuständigkeits- und Kompetenzbereich des IPC unterliegen Bildungseinrichtungen, medizinische Einrichtungen sowie weitere Organisationen Saskatchewans.
Zu den Aufgaben des IPC zählen die Wahrung von Informationsfreiheit und Datenschutz der Bürger Saskatchewans. Der IPC betreibt dazu Öffentlichkeitsarbeit, untersucht Beschwerden von Bürgern und äußert sich zu Gesetzgebungsvorhaben.
Derzeitiger IPC von Saskatchewan ist Ronald J. Kruzeniski, Q.C.
Der IPC Saskatchewan ist noch nicht Mitglied der Internationalen Konferenz der Beauftragten für den Datenschutz und den Schutz der Privatsphäre, wurde aber auf der 27. Internationalen Datenschutzkonferenz vom 14. bis 16. September 2005 in Montreux zur Aufnahme vorgeschlagen.